# Kilibo-Gare
Kilibo-Gare ist ein Ort im westafrikanischen Staat Benin. Er liegt im Departement Collines und gehört verwaltungstechnisch zum Arrondissement Toui, das wiederum der Gerichtsbarkeit der Kommune Ouèssè untersteht.
Der Ort ist nach dem Bahnhof an der Bahnstrecke Cotonou–Parakou benannt, die allerdings – wie das gesamte Eisenbahnnetz des Landes – seit 2019 ohne Verkehr ist.
Im Ortsteil Jérusalèm von Kilibo besteht Anschluss an die Fernstraße RNIE2.